# Anschlag in Saint-Étienne-du-Rouvray

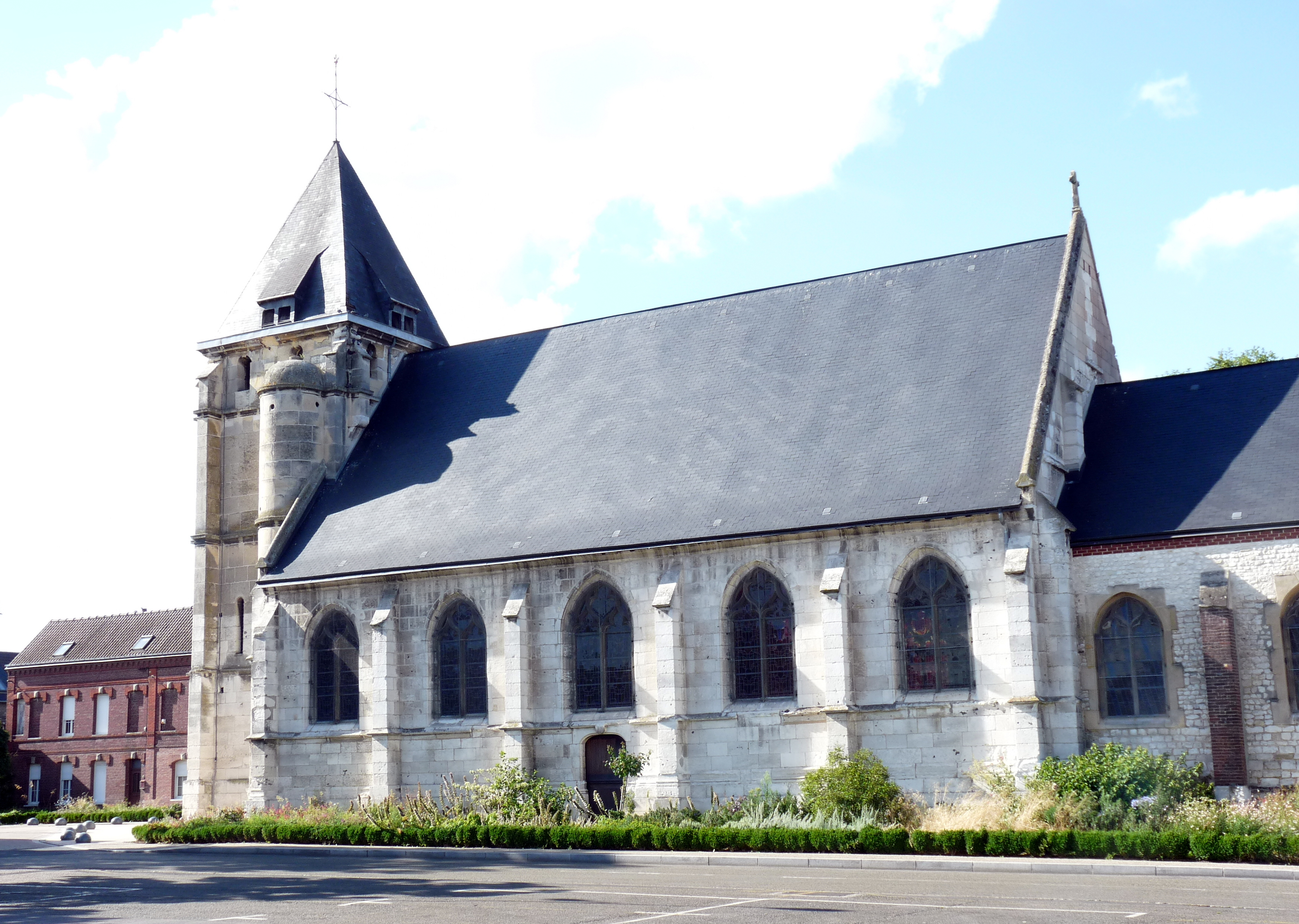
Kirche Saint-Étienne in Saint-Étienne-du-Rouvray

Der Anschlag in Saint-Étienne-du-Rouvray war ein islamistisches Attentat, bei dem am 26. Juli 2016 in der unweit von Rouen gelegenen Stadt Saint-Étienne-du-Rouvray in der französischen Region Normandie die beiden Attentäter Adel Kermiche und Abdel Malik Nabil-Petitjean den römisch-katholischen Priester Jacques Hamel während der Messe ermordeten. Beide Attentäter bekannten sich zur Terrororganisation Islamischer Staat (IS).

## Tat
Die Attentäter drangen am 26. Juli 2016 gegen 9:45 Uhr durch einen Hintereingang in die Kirche ein, wo der 85-jährige Priester Jacques Hamel die Messe las. Außer ihm waren fünf Gläubige anwesend: das Ehepaar Guy und Janine Copenot, beide 87, sowie drei Ordensschwestern der Vinzentinerinnen, die 83-jährige Hélène Decaux, die 72-jährige Danièle Delafosse und die 79-jährige Huguette Péron.  Die Attentäter schnitten dem Priester die Kehle durch und zwangen Guy Copenot, die Tat auf Video aufzunehmen. Anschließend versuchten sie auch ihn zu töten und verletzten ihn mit drei Messerstichen in Arm, Rücken und Hals lebensgefährlich. Sie ließen ihn als vermeintlich tot vor dem Altar liegen. Schwester Danièle konnte währenddessen unbemerkt in die Sakristei flüchten, lief von dort auf die Straße und hielt ein Auto an, dessen Fahrer die Polizei anrief. Als die Attentäter mit den drei verbliebenen Frauen als Geiseln die Kirche verließen, wurden sie von den inzwischen eingetroffenen Polizisten der Spezialeinheit Brigade de recherche et d’intervention (BRI) des Ministère de l’Intérieur erschossen.
Das Ehepaar Copenot und Schwester Danièle berichteten in einem Interview mit dem katholischen Magazin Famille chrétienne von ihren Eindrücken und Gedanken während des Attentats. Laut Aussage von Schwester Danièle rief Hamel, unmittelbar bevor ihm die Kehle durchgeschnitten wurde, zweimal: „Weiche, Satan.“ Nach der Tat hätten die Mörder ruhiger gewirkt. Der Attentäter Kermiche habe sich neben Schwester Hélène gesetzt und sie gefragt, ob sie Angst vor dem Sterben hätte. Sie antwortete: ‚Nein‘. ‚Warum haben Sie keine Angst?‘ ‚Weil ich an Gott glaube und weiß, dass ich glücklich sein werde‘. ‚Auch ich glaube an Gott und habe keine Angst vor dem Tod.‘ Dann habe er ausgerufen: „Jesus ist ein Mensch, nicht Gott!“ Janine Copenot war so erschöpft, dass sie Kermiche um die Erlaubnis bat, sich setzen zu dürfen, berichtete sie. „Er antwortete höflich: ‚Ja, Madame, setzen Sie sich‘. Die ebenfalls sehr erschöpfte Schwester Hélène bat ihn um ihren Gehstock, er brachte ihn ihr. […] Mein Guy stellte sich seit 45 Minuten tot […] Sie treiben uns nach draußen. Die Sirenen heulen, es geht durch eine Tür. Polizisten nehmen uns im Empfang. Die Mörder gehen hinaus und schreien ‚Allahu akbar‘. Die Polizisten schießen. Die beiden jungen Männer sterben sofort.“

## Täter, Motiv und Ermittlungen
Der Anti-Terror-Dienst SDAP der Police nationale und die Pariser Staatsanwaltschaft übernahmen die Ermittlungen. Beide Attentäter waren den Sicherheitsbehörden bekannt, ihre Akten waren mit „S“ („Staatssicherheit“) markiert.
Einer der Täter, der 19 Jahre alte Adel Kermiche, war das jüngste von fünf Kindern einer franko-algerischen Familie, ein verhaltensauffälliger und gewaltbereiter Schüler seit der Grundschule. Er wurde in seiner Kindheit von Lehrern mehrfach zum Schulpsychologen geschickt. Im Alter von zwölf Jahren kam er in psychiatrische Behandlung, zunächst intern in Rouen, danach zur Tagesbetreuung in seiner Heimatstadt Saint-Etienne-du-Rouvray. Mit 16 Jahren brach er die Schule ab, im Alter von 17 Jahren wurden Sicherheitsbehörden zum ersten Mal auf ihn aufmerksam.
Kermiche versuchte zweimal nach Syrien auszureisen. Beim ersten Versuch wurden am 23. März 2015 deutsche Grenzschützer in München auf ihn aufmerksam und verhafteten ihn an Bord eines Reisebusses in Richtung Bulgarien.
Beim zweiten Versuch im Mai 2015 wurde er von türkischen Behörden nach Frankreich zurückgeschickt. Dort kam er in Untersuchungshaft. Sein Vater bezeichnete ihn gegenüber den Ermittlern als religiösen Fanatiker. Seine ältere Schwester sprach von einer Gehirnwäsche; innerhalb von zwei Monaten sei die Religion vor allem anderen gekommen. Nachdem er zehn Monate mit einem saudischen Islamisten und einem Syrienrückkehrer in einer Zelle gesessen hatte, gab die Haftrichterin einem Haftentlassungsgesuch Kermiches statt, obwohl seine Eltern und der zuständige Staatsanwalt sich dagegen ausgesprochen hatten. Seine Eltern sagten dem Haftrichter, sie sähen ihren Sohn lieber in Sicherheit in einem Gefängnis als auf freiem Fuß; er sei unkontrollierbar. Die Polizei hatte ihn bei der Freilassung im März 2016 mit einer elektronischen Fessel ausgestattet. Er durfte sein Elternhaus nur zwischen 9 und 12 Uhr verlassen.
Der zweite Täter, Malik Petitjean, war ebenfalls 19 Jahre alt. Er stammte aus den ostfranzösischen Vogesen und lebte zuletzt in Aix-les-Bains am Rande der französischen Alpen. Der Franzose mit algerischen Wurzeln war nicht vorbestraft, wurde aber Ende Juni 2016 in eine Gefährder-Kartei aufgenommen.
Über das IS-Propaganda-Sprachrohr Amaq wurde mitgeteilt, die Angreifer seien „Soldaten des Islamischen Staates“ gewesen. Der französische Präsident Hollande sagte in einer ersten Stellungnahme, die Täter hätten im Namen des IS gehandelt.

## Strafprozess
Als Ergebnis der Ermittlungen wurde gegen drei Männer ein Verfahren wegen Bildung einer kriminellen Vereinigung eröffnet. Gegen einen vierten, der der Beihilfe zum Mord beschuldigt ist, wird in Abwesenheit verhandelt, er ist wahrscheinlich bei einem Bombenangriff im Irak ums Leben gekommen. Der Prozess, der in Paris stattfand, begann am 14. Februar 2022. Am 9. März 2022 wurden die drei inhaftierten Angeklagten zu Freiheitsstrafen zwischen 8 und 13 Jahren verurteilt, der vierte Angeklagte, gegen den in Abwesenheit verhandelt worden war, zu lebenslanger Freiheitsstrafe.

## Nach dem Anschlag
Präsident Hollande und Innenminister Bernard Cazeneuve trafen wenige Stunden nach der Geiselnahme vor Ort ein. Hollande sagte danach, dass nicht nur die katholischen Christen betroffen seien, sondern ganz Frankreich.
Der Anschlag löste zahlreiche Reaktionen aus. Viele Politiker reagierten mit öffentlichen Bekundungen des Mitgefühls und Verurteilungen. Papst Franziskus verurteilte die Geiselnahme als „absurde Gewalttat“ und schrieb:

„Wir sind von dieser fürchterlichen Tat besonders betroffen, weil sie in einer Kirche verübt worden ist, einem heiligen Ort, in dem die Liebe Gottes verkündet wird. Wir sind der Kirche in Frankreich, der Erzdiözese von Rouen, der betroffenen Gemeinde und dem französischen Volk nahe.“

Einen Tag nach dem Anschlag traf Präsident Hollande die sechs Mitglieder der Conférence des représentants des cultes en France im Élysée-Palast. Die Konferenz besteht aus sechs führenden Vertretern der großen Religionsgemeinschaften in Frankreich: der römisch-katholische Erzbischof von Paris und Kardinal André Vingt-Trois, der Rektor der Großen Pariser Moschee Dalil Boubakeur, der Präsident des Consistoire central israélite Joël Mergui, der Präsident des Französischen Evangelischen Kirchenbundes François Clavairoly, der Präsident der Union bouddhiste de France Olivier Wang-Genh und der griechisch-orthodoxe Generalvikar Grigorios Ioannidis. In einer gemeinsamen Erklärung verurteilten sie den Anschlag:

« Nous ne pouvons pas nous laisser entraîner dans le jeu politique de Daech qui veut dresser les uns contre les autres les enfants d’une même famille. »

„Wir dürfen uns nicht in das politische Spiel von Daesch hineinziehen lassen, der Kinder derselben Familie gegeneinander aufbringen will.“

Am 31. Juli fand in der Kathedrale von Rouen der Trauergottesdienst für Hamel statt. Über 2.000 Menschen, darunter über 100 Muslime, nahmen daran teil.
Der mutmaßliche Auftraggeber des Anschlags, Rachid Kassim, stand auch in Kontakt zu drei Frauen, die an der Kathedrale Notre-Dame in Paris eine Gasflaschen-Autobombe zünden wollten. Der französische Premierminister Manuel Valls teilte mit, französische Behörden beobachteten „etwa 15.000 Personen, weil sie sich in einem Radikalisierungsprozess befinden“. Zuvor war diese Zahl mit „etwa 10.000“ angegeben worden.